# Fronteira Burquina Fasso–Mali
A fronteira entre Burquina Fasso e Mali é uma linha de 1000 km de extensão que separa o noroeste de Burquina Fasso do território do sul ao leste de Mali. Houve muitos conflitos para definição da porção leste dessa fronteira desde a independência dessas duas colônias francesas em 1960.

## Traçado
No oeste tem início na tríplice fronteira Burquina Fasso-Mali-Costa do Marfim e segue para leste, até à fronteira tríplice dos dois países com o Níger. Separa cinco regiões de Burquina Fasso, desde Cascades no oeste até Região Sahel no leste, das quatro regiões de Mali, desde Sicasso no oeste até o pequeno trecho fronteiriço sul de Tombuctu. Passa pelas proximidades das cidades de Sicasso, Cutiala, Bandiagara, monte Hombori no Mali e o monte Tenakourou, cidade de Ouahigouya em Burquina Fasso. Parte da fronteira é definida pelo rio Banifing.

## História
A fronteira foi definida pela administração colonial francesa, pela qual era apenas um limite administrativo interno da África Ocidental Francesa. Foi criada pela primeira vez em 1919, após a separação do Alto Volta do Alto Senegal. Em um segundo momento, após o seu desmembramento em 1932, foi recriada em 1947.
O traçado de sua parte oriental foi objeto de uma disputa entre os dois países, que resultou em escaramuças fronteiriças em 1974 e na Guerra da Faixa de Agacher em 1985. A fronteira foi definitivamente estabelecida por um acórdão da Corte Internacional de Justiça proferido em 22 de dezembro de 1986, que partilha o território disputado em duas áreas praticamente iguais.